# David Munrow
David Munrow (* 12. August 1942 in Birmingham; † 15. Mai 1976 in Chesham Bois) war ein englischer Musiker, Komponist und Musikforscher.

## Leben und Werk
Munrow wurde in Birmingham als Sohn eines Hochschullehrers geboren. 1960 verbrachte er einige Zeit in Peru, von wo er bolivianische Flöten und weitere Instrumente mit nach England brachte.
Während seines Studiums in Cambridge machte er durch einen Freund Bekanntschaft mit einem Krummhorn. Ausgehend von seinen Erfahrungen als Sänger, Pianist und Fagottist erlernte er zahlreiche weitere alte Instrumente, darunter Cornamuse, Kortholt, Pommer, Rankett, Rauschpfeife und Schalmei.
Eine besondere Bedeutung hatte für ihn das Spiel auf der Blockflöte.
1967 wurde er Lehrer an der Universität von Leicester.
Seine Interpretationen wurde auf zahlreichen Tonträgern sowie durch Rundfunk- und Fernsehaufnahmen dokumentiert.
David Munrow leitete das Early Music Consort of London, dem unter anderem der Lautenist James Tyler angehörte.
1976 schied er durch Suizid aus dem Leben.
1977 wurde er posthum mit dem Grammy für die „beste Kammermusik-Darbietung“ ausgezeichnet.

## Schriften
- Musikinstrumente des Mittelalters und der Renaissance, Moeck 1980 (Originalausgabe: Instruments of the Middle Ages and Renaissance, 1976)

## Tondokumente (Auswahl)
- Aufnahmen mit  Musica Reservata
  - French Court Music of the Thirteenth Century (1967)
  - Music from the 100 Years War (1968)
  - Music from the Decameron (1969)
  - 16th Century Italian Dance Music (1970)
  - Music from the Court of Burgundy (1971)
- Aufnahmen mit The Early Music Consort (London)
  - Ecco la primavera - Florentine Music of the 14th Cent (1969)
  - Music of the Crusades (1970)
  - The Triumphs of Maximilian I (1970)
  - Music for Ferdinand and Isabella of Spain (1972)
  - The Art of Courtly Love (1973)
  - Praetorius - Dances and Motets (1973)
  - Music of Guillaume Dufay:  Missa "Se La Face Ay Pale" (1974)
  - Instruments of the Middle Ages and Renaissance (1976)
  - Monteverdi's Contemporaries (1976)
  - Greensleeves to a Ground (1976)
  - Festival of Early Music - Music from 14th Century Florence, Music of the Crusades & The Triumphs of Maximilian (1976)
  - Henry Purcell:  Birthday Odes for Queen Mary (1976)
  - The Art of the Netherlands (1976)
- The Young Tradition and Early Music Consort
  - Galleries (1968)
- The Round Table & David Munrow
  - Spinning Wheel (1969)
  - "Saturday Gigue/Scarborough Fair" (single) (1969)
- Shirley and Dolly Collins & the Early Music Consort of London
  - Anthems in Eden (1969)
- Royal Shakespeare Wind Band, directed by Guy Wolfenden
  - Music From Shakespeare's Time (1969)
- David Munrow, Gillian Reid, Christopher Hogwood
  - Pleasures of the court - Festival dance music by Susato & Morley (1971)
- David Munrow, Oliver Brookes, Robert Spencer, Christopher Hogwood
  - The amorous flute (1973)
- David Munrow solo
  - Telemann: Suite for Recorder and Orchestra, Concerti for Recorder and Orchestra by Sammartini and Handel
  - The Art of the Recorder (1975)
  - The Art of David Munrow (1971–1976)
- Musik für Radio, Fernsehen und Kino
  - The Six Wives of Henry VIII (BBC TV) (1970)
  - Elizabeth R (BBC TV) (1970)
  - Die Teufel (The Devils) (Regie: Ken Russell) (1971)
  - Zardoz (Regie: John Boorman) (1973)